# 罗比·格哈特
罗比·格哈特（德語：Robby Gerhardt，1987年4月10日—），德国男子赛艇运动员。他曾代表德国参加新西兰举办的2010年世界赛艇锦标赛，获得男子轻量级八人单桨有舵手金牌。